# Sticherus cunninghamii
Sticherus cunninghamii là một loài dương xỉ trong họ Gleicheniaceae. Loài này được Heward ex Hook. Ching mô tả khoa học đầu tiên năm 1940.